# André Bormanis

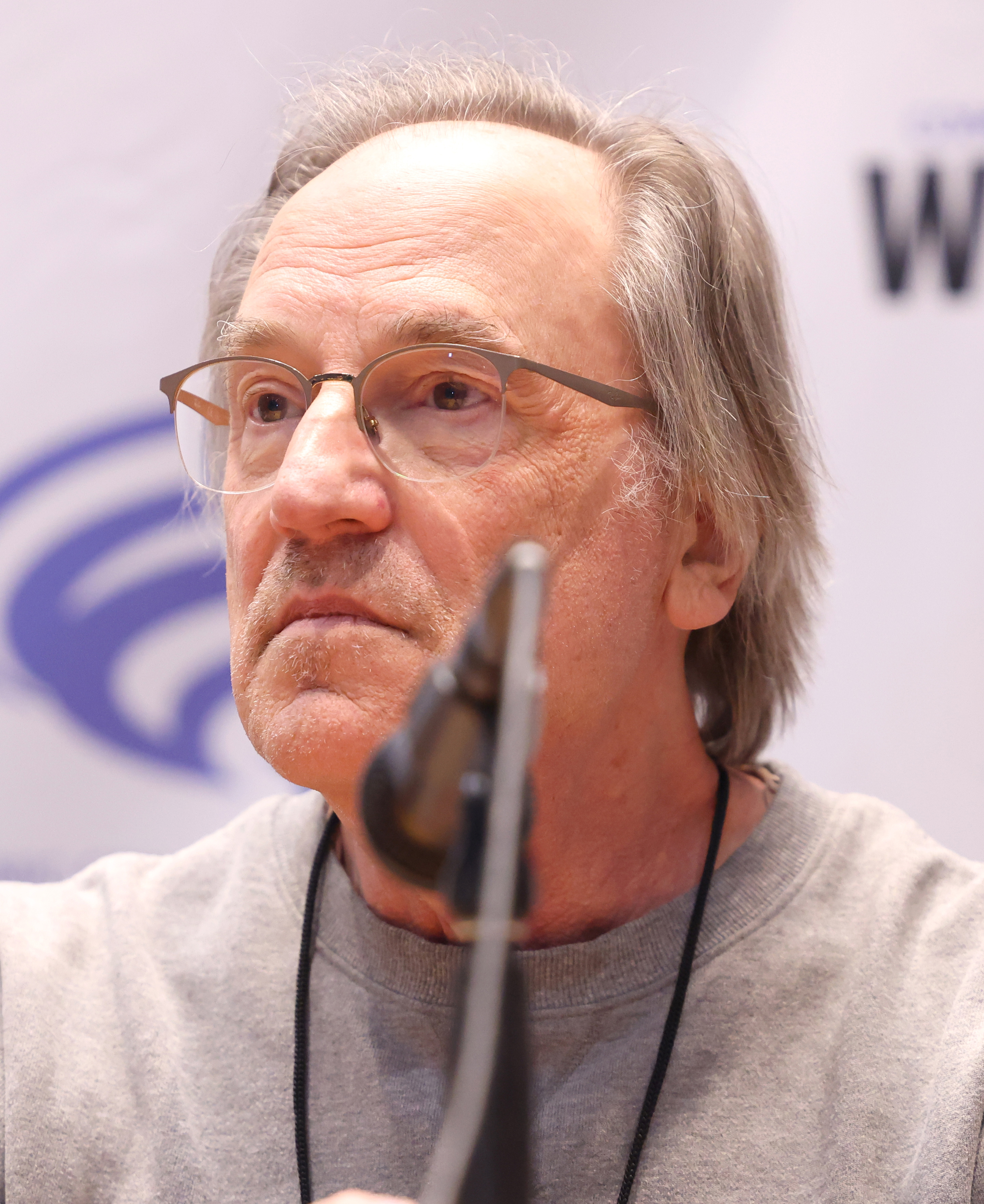
André Bormanis (2025)

André Bormanis (* 13. Februar 1959 in Chicago) ist ein US-amerikanischer Fernsehproduzent, Drehbuchautor und Verfasser des 1998 erschienenen Buches Star Trek: Science Logs, der vor allem durch seine Mitarbeit an den Star-Trek-Serien bekannt wurde. Bei Raumschiff Enterprise: Das nächste Jahrhundert, Star Trek: Deep Space Nine, Star Trek: Raumschiff Voyager und Star Trek: Enterprise war er als wissenschaftlicher Berater tätig, für mehrere Episoden von Voyager und Enterprise schrieb er auch das Drehbuch.
Außerdem war er als Autor an der kurzlebigen Science-Fiction-Serie Nemesis – Der Angriff beteiligt und arbeitete als Produzent und Autor für die Mystery- und Crimeserie Eleventh Hour – Einsatz in letzter Sekunde. Beide Serien wurden von CBS produziert.
Bormanis wuchs in Arizona auf und interessierte sich früh für Astronomie. Er absolvierte zunächst ein Studium der Physik und Mathematik an der University of Arizona, das er 1981 mit Bachelor abschloss. Danach studierte er an der George Washington University und erlangte dort 1994 den Master-Grad. Er ist Mitglied der Planetary Society.